# Château d'eau de Super-Cannes
Le château d'eau de Super-Cannes ou de la Californie est un château d'eau érigé en 1926 au sommet du massif de la Californie à Cannes par la Société lyonnaise des eaux et de l'éclairage pour alimenter en eau le lotissement de Super-Cannes projeté par la Société immobilière de Paris et du littoral. Un belvédère, un salon de thé et des commerces de luxes, jamais réalisés, devaient compléter l'édifice.

## Historique
Lors de la réalisation en 1926 du lotissement de Super-Cannes, la Société immobilière de Paris et du littoral, initiatrice du projet, fait réaliser par la Société lyonnaise des eaux et de l'éclairage, au sommet du massif de la Californie, à la limite de Vallauris, un château d'eau complété par un réseau de distribution de vingt-quatre kilomètres devant approvisionner les futures résidences en eau potable et en eau d'arrosage pour les jardins. 
Dans l'attente de la construction du Grand Hôtel de Super-Cannes, la Société immobilière a fait ériger une tour d'observation sur un terrain situé entre la gare d'arrivée du futur funiculaire et le futur château d'eau. L'observatoire devant être démoli pour céder la place au chantier de l'hôtel, le promoteur envisage de le reconstruire au niveau du château d'eau et d'utiliser l'édifice à cet effet en lui adjoignant un belvédère, un tea-room et des commerces de luxe. Deux entreprises de bâtiment et de travaux publics sont consultées, Ciment armé Demay Frères de Reims et Despagnat de Paris, sur la base d'un projet dessiné par un architecte dont le nom n'est pas connu. Le coût et les délais annoncés semblent prohibitifs ce qui conduit la Société immobilière à envisager la construction du tea-room et d'un bureau de vente avec logement de fonction indépendamment et à confier le projet à un architecte de La Celle-Saint-Cloud et aux entreprises Despagnat pour le gros-œuvre et aux maisons Arthaud de Paris et Hurel de Vincennes pour le mobilier. 

## Architecture
Le château d'eau, construit dans une architecture éclectique d'inspiration gothique épouse la forme d'un donjon surmonté d'un parapet de créneaux reposant sur des mâchicoulis. Un enduit lui donnant un aspect ancien est appliqué sur le béton armé. Il sera plus tard recouvert d'une peinture de teinte ocre s'harmonisant aux constructions alentour. 
Le belvédère devait être constitué d'une coursière périphérique reposant sur des pilotis entre lesquels étaient prévus trois étages de cases en bois destinées à recevoir salon de thé, boutiques, bureau de vente et logement de fonction. 

## Suite du projet
Ni l'un ni l'autre des deux projets de belvédère et de tea-room n'est réalisé, l'endettement de la Société immobilière de Paris et du littoral la contraignant à renoncer à continuer les travaux prévus pour la promotion des terrains qu'elle doit finalement revendre pour ne pas être poursuivie par les banques. Le projet du Grand Hôtel étant également abandonné, demeurent la tour d'observation en bois, remplacée en 1953 par un observatoire en béton armé, l'auberge construite en 1939 sur l'emplacement prévu pour l'hôtel et le funiculaire. L'exploitation du funiculaire étant interrompue en 1966, le restaurant et l'observatoire n'attirent plus suffisamment de touristes et finissent par être désaffectés en 1986. 
D'une superficie de plus de 24 000 mètres carrés, l'ensemble des terrains supportant ces installations est acquis en 1989 par l'intermédiaire de la Société immobilière Large Vue Crissier (devenue Large Vue Maxilly) établie en Suisse, par la famille de l'émir d'Abou Dabi, Khalifa ben Zayed Al Nahyane. Un permis de construire pour l'édification d'une villa de 1 200 mètres carrés reliée à la gare de départ du funiculaire par une voie privée est accordé en 1993 et annulé en 1994 par le tribunal administratif, la voie empiétant sur le domaine public. Le site est dès lors laissé à l'abandon,. 
Seul le château d'eau demeure en état de fonctionnement, approvisionnant le quartier cannois Californie - Pezou. 

## Protection du patrimoine
Le château d'eau, situé dans l'actuelle avenue du même nom à Cannes, et les projets de belvédère et de tea-room, sont versés en 2001 à l'inventaire général du patrimoine culturel au titre du recensement du patrimoine balnéaire.